# 精神科醫師
精神科醫師（英語：Psychiatrist）是以精神醫學為專業的醫生，負責治療精神疾患及注意力不足過動症。精神科醫師授權開藥、進行体格检查及心理治療、以及進行神經成像如電腦斷層掃描、核磁共振成像和正電子發射計算機斷層掃描。

## 地區

### 香港
在香港，精神科醫生需要取得醫學學位後，經歷最少六年的專科訓練，然後取得香港精神科醫學院院士，並在醫務委員會取得「精神科專科醫生」的資歷。 受到認證的精神科醫生會被列入名冊當中。精神科專科醫生的收費因人而異。在私人診所，診症費用範圍從HK$1500起。相對於私人診所，醫院管理局的專科門診費用較低， 但輪候時間可長達兩年。符合條件的人士首次診症的費用為HK$135，之後每次診症的費用為HK$80。此外，每種藥物的費用為HK$15。